# Etcheverrius morania
Etcheverrius morania är en fjärilsart som beskrevs av Berg. Etcheverrius morania ingår i släktet Etcheverrius och familjen praktfjärilar. Inga underarter finns listade i Catalogue of Life.